# Iolaus albomaculatus
Iolaus albomaculatus är en fjärilsart som beskrevs av Sharpe 1904. Iolaus albomaculatus ingår i släktet Iolaus och familjen juvelvingar. Inga underarter finns listade i Catalogue of Life.